# Звезда (фильм, 1949)
«Звезда́» — советский чёрно-белый фильм, поставленный на киностудии «Ленфильм» в 1949 году режиссёром Александром Ивановым по одноимённой повести Эммануила Казакевича. Вышел на экраны в сентябре 1953 года.

## Сюжет
Командованию одной из советских дивизий становится известно о предполагаемом контрударе противника. Разведчики, направленные во вражеский тыл для уточнения данных, не вернулись. Новую группу из семерки разведчиков, позывной «Звезда», возглавляет лейтенант Травкин. Возвращаясь после выполнения задания, группа внезапно встречается с немецким отрядом. Послав одного из разведчиков с донесением, лейтенант Травкин с товарищами вступает в смертельную схватку с врагом.

## В ролях
- Анатолий Вербицкий —  лейтенант Травкин, командир группы
- Алексей Покровский —  лейтенант Мещеряков, замполит
- Ирина Радченко — Катя Симакова, радистка
- Лидия Сухаревская — Татьяна Улыбышева, радистка
- Олег Жаков — полковник Сербиченко
- Александр Хлопотов — полковник Ковалёв
- Мовсун Санани — полковник Алиев,  начальник штаба дивизии (в титрах — Сан-Ани)
- Николай Крючков — сержант Мамочкин
- Василий Меркурьев — старшина Аниканов
- Павел Волков — разведчик
- Владимир Марьев — разведчик
- Николай Степанов —  Бражников, разведчик
- Юрий Гамзин — Юра Голубовский, разведчик (в титрах — Ю. Абих)
- Андрей Файт — Вернер (нет в титрах)[комм. 1]

## Съёмочная группа
- Сценарий — Павла Фурманского по повести Эммануила Казакевича
- Режиссёр-постановщик — Александр Иванов
- Операторы — Владимир Рапопорт, Сергей Иванов
- Художник — Семён Малкин
- Композитор — Венедикт Пушков
- Звукооператор — Лев Вальтер
- Вторые режиссёры — Павел Арманд, Иосиф Гиндин
- Директор картины — Иосиф Поляков

## История фильма
По воспоминаниям Г. Б. Марьямова, сотрудника Министерства кинематографии СССР: «Сталин не согласился с трагедийным финалом, считая что это может отпугнуть воинов становиться разведчиками. Он требовал чтобы разведчики выполнив задание, вернулись без потерь». Фильм оказался под запретом, несколько лет лента оставалась в кинохранилище в Белых Столбах под Москвой. За выход фильма на экран мог высказаться Жуков, который тогда тоже был увлечён разведкой. Зрители увидели картину в 1953 году уже после смерти И. В. Сталина. 

В этом фильме Сталину не понравилось, что мой герой — сержант Мамочкин — перед тем, как взорвать себя, говорит «Вот так вот», а не «За Сталина». И картину запретили…
— Николай Крючков о съёмках фильма
В реальности группа прототипа Лейтенанта Травкина — Николая Кирилловича Ткаченко уцелела и сам он дожил до преклонных лет.

## Комментарии
1. ↑  Персонаж Андрея Файта носит несуществующее звание «унтергруппенштурмфюрер»; в повести Эм. Казакевича он капитан, что соответствует званию гауптштурмфюреру в войсках СС.